# NGC 1153
NGC 1153 is een spiraalvormig sterrenstelsel in het sterrenbeeld Walvis. Het hemelobject werd op 13 december 1784 ontdekt door de Duits-Britse astronoom William Herschel.

## Synoniemen
- PGC 11230
- UGC 2439
- MCG 0-8-59
- ZWG 389.55